# ريتشارد إم. بلاتشفورد (سياسي)
ريتشارد إم. بلاتشفورد هو محامي وسياسي أمريكي، ولد في 1798 في Stratford, Connecticut ‏ في الولايات المتحدة، وتوفي في 4 سبتمبر 1875 في نيوبورت في الولايات المتحدة. نشط حزبياً في حزب اليمين. وقد انتخب عضو جمعية ولاية نيويورك ‏.